# Alois Bachschmid
Alois Anton Michael Bachschmid (in der Literatur meist irrtümlich Bachschmidt) (* 13. Juni 1900 in Augsburg; † 21. August 1968 im Bezirk Bozen) war ein deutscher politischer Funktionär. Von 1925 bis 1926 war er Gauleiter des Gaues Elbe-Havel der NSDAP.

## Leben und Tätigkeit
Von Juni 1918 bis Januar 1919 gehörte Bachschmid einem Infanterieregiment an. Seit 1924 engagierte er sich in der Großdeutschen Volksgemeinschaft (GVG), einer Ersatzorganisation für die nach dem gescheiterten Hitler-Putsch von 1923 verbotene NSDAP. Als Funktionär der GVG war er Mitglied des Vollzugsausschusses.
Im Frühjahr 1925 gehörte Bachschmid einem „Vorbereitenden Ausschuss“ an, der im Rahmen der bevorstehenden Neugründung der NSDAP als Gesamtpartei die Gründung einer Ortsgruppe in Augsburg vorbereitete. Unmittelbar nach der offiziellen Neugründung der NSDAP trat er ihr zum 1. April 1925 bei (Mitgliedsnummer 76). Vom 25. November 1925 bis zu dessen Auflösung im Jahr 1926 amtierte Bachschmid als Gauleiter des Elbe-Havel-Gaus. Am 26. Oktober 1926 trat er aus der NSDAP aus.
Nach mehr als zehnjähriger Nichtzugehörigkeit zur Partei beantragte er am 19. Juni 1937 die erneute Aufnahme und wurde rückwirkend zum 1. Mai desselben Jahres wieder aufgenommen (Mitgliedsnummer 5.702.821). 1940 heiratete er in Berlin-Charlottenburg Herta Krämer. Über sein weiteres Schicksal ist nichts bekannt.